# Аріст Мас
Аріст (Ернст) Мас (нім. Arist Mahs; *17. 04. 1836 р., Одеса — †1903 р., Одеса) — представник сімейства великих німецьких підприємців в Російській імперії, відомих з XVIIст, банкір, громадський діяч, благодійник.

### Походження
Аріст Мас — син відомого німецького підприємця та банкіра Ернста Маса та доньки торгового агента Йоганна Георга Клюге — Марії Вільгельміни, правнук засновника російської лінії сімейства великих підприємців Гамбурга в Російській імперії 18 — початку 20 століття Йоганна Йоахіма Маса.

### Біографія

#### Підприємницька діяльність
В суспільно-економічне життя Одеси Аріст Мас влився в 1860-х роках. На той час він мав вже досить хорошу економічну освіту, так як закінчив елітну бізнес-школу в Антверпені.
Разом з батьком та братом Томасом Аріст успішно керував торговим домом «Мас і Ко», який багато років був головним експортером зерна в царській Росії. Поряд з торгівлею вдало займався і банківською справою.
З 1871 року, після того як батько — Ернст Мас, купив Деребчинський маєток в Подільській губернії, Аріст активно співпрацює з ним в будівництві цукрового заводу та налагодженні суспільно-економічного життя працівників маєтку та жителів села.
Після смерті батька (1879 р.) Аріст став керувати Деребчинським господарством, а брат Томас взяв на себе керівництво справами в Одесі.
Зі смертю матері Марії Вільгельміни (1893 р.) сім'я зробила новий перерозподіл активів і маєтностей:
— Томас Мас відмовився від Деребчина і від будинку в Одесі, за що отримав відповідну виплату.
— Аріст Мас отримав законне повноваження на управління Деребчином.

#### Деребчинський маєток
Деребчин на той час уже набув значного розвитку як в економічній так і в сільськогосподарській сферах.
Порівняно з першим роком роботи цукрового заводу (1877 р.), коли було випущено 36000 пудів цукру, вже в 1894 році завод працював значно потужніше і, відповідно, виробляв значно більше продукції — 259000 пудів.
В 1880–1900 роках частка деребчинського експорту коливалася від 5 % до 60 % від загального експорту цукру.
В 1888 році з Одеси було експортовано 280000 пудів цукру, із них 177000 пудів (63 %) було експортовано Арістом Масом із Деребчина.
Поряд із промисловим виробництвом Аріст займався і планомірним розвитком сільського господарства. З кожним роком барон докупляв земельні угіддя, на яких вирощував в переважній більшості зернові культури та цукрові буряки.
Переглядаючи архівні документи, дізнаємося, що в 1884 році Аріст купив 124 десятини, в 1887 році — 23,5 десятини, а в 1889 році — 383 десятини землі.
Чорноземні ґрунти давали непогані врожаї, але Аріст Мас хотів досконало вивчити землі свого помістя і добитися найвищих результатів кожної вирощуваної ним культури.

На той час Київське Товариство Сільського Господарства обговорювало загальні основи та план організації дослідних полів у Південно-Західному краї. Аріст Мас, бувши членом цього товариства, зразу ж зацікавився цим проектом і запропонував 22 десятини землі в Стрільницькій економії свого маєтку під дослідні поля.
І от уже в 1888 році було організовано Деребчинське дослідне поле, ініціатором створення якого був професор Київського університету Сергій Михайлович Богданов, першим директором — відомий засновник дослідної справи в Україні, вчений-агроном В. Г. Ротмістров [Архівовано 20 червня 2013 у Wayback Machine.], керівником дослідної агрономічної лабораторії — вчений-агроном, член Департаменту Землеробства Російської імперії — Фелікс Любанський.
Деребчинське дослідне поле стало своєрідним полігоном для подальшого удосконалення і нагромадження землеробських знань, де досліджували багатопільні сівозміни з вирощуванням різних сільськогосподарських культур: семипільну із застосуванням обробітків ґрунту та восьмипільну із внесенням добрив; визначали ефективні зерно-бурякові сівозміни та раціональне чергування прибуткових культур: цукрових буряків, ячменю та картоплі.
Саме тут, вперше на українських землях, застосовувався люпин та червона конюшина як ефективне органічне, т. зв. «зелене» добриво.
Деребчинське дослідне поле упродовж свого існування набуло неабиякої популярності серед широкого кола землевласників та науковців і повністю відповідало ознакам наукової установи: по-перше, його діяльність відбувалася за спланованою фахівцями програмою; по-друге, наукова значимість установи була визнана Департаментом землеробства, про що свідчить надання фінансових асигнувань, по-третє, фахівцями, що очолювали роботу, складалися та публікувалися щорічні звіти, тобто підводилися висновки роботи.
Фелікс Любанський, який 10 років жив і працював у маєтку барона, написав кілька наукових праць. Серед них відомі такі як: «Деребчинское опытное поле А. А. Маса», (Київ, 1896 р.) та «Обзор 5-летней давности деятельности Деребчинского опытного поля барона А. А. Маса» (Москва, 1895 р.).
Барон розумів, що врожайність сільськогосподарських культур залежить не тільки від рівня агротехніки на полі, а й від правильно підібраних сортів, їх ознак і властивостей, а потенційні можливості сорту можуть бути реалізовані лише за високої якості насіння — чистосортності, схожості, стійкості до ураження хворобами і шкідниками. Саме тому Аріст Мас в 1889 році започаткував у своєму маєтку сільськогосподарську дослідну станцію, де проводилися селекційні роботи різних напрямів, серед яких окремо велось селекційне розведення насіння цукрового буряка та інших сільськогосподарських рослин, зокрема ячменю та картоплі. Для потреб господарства у маєтку була збудована окрема селекційна лабораторія та спеціальні складські приміщення.
За досягнуті результати це підприємство було неодноразово нагороджено призами та преміями на різноманітних сільськогосподарських виставках: у 1892 та 1897 рр.- Золотими медалями Київського товариства сільського господарства та сільськогосподарської промисловості, у 1895 р. — Золотою медаллю Імператорського Московського товариства сільського господарства, у 1901 р. — Почесною грамотою Подільського Товариства Сільського Господарствата (ПТСГ) та ін.
Селекційні роботи із цукровим буряком велись індивідуальним методом з метою отримання найбільшої кількості цукру з десятини та задля швидкого розмноження використовувався найновітніший на той час спосіб Новачека.
Селекція картоплі ставила за мету досягнення максимальної крохмальності та урожайності форми.
Селекція пивовареного ячменю мала завдання вивести форми з максимальною врожайністю та найменшим вмістом азотистих речовин.
Посаду керівника селекційної лабораторії займав хімік В.Ритаровський.
В 1901 році за багатолітні наукові праці на дослідних полях Деребчинського маєтку пан Ритаровський був нагороджений бронзовою медаллю Подільської Товариства Сільського Господарства.
Деребчинська дослідна станція не тільки аналізувала і використовувала результати досліджень для свого маєтку, але і надавала послуги по проведенню аналізів та мікроскопічних досліджень іншим господарствам.
В 1903 році, на сторінках періодичного видання «Справочный листок Подольского общества сельского хозяйства и сельскохозяйственной промышленности» читаємо наступне: «Семенная контрольная станция Деребчинского имения барона А. А. Маса производит все анализы, имеющие тесную связь с сельським хозяйсвом, а также и микроскопические исследования. Цены умеренные.»
В 1892 році, для точного спостереження за умовами успішного проростання виведених рослин, Аріст обладнав в Стрільницькій економії метеорологічну станцію, яка вела щоденні спостереження за погодою та робила висновки про вплив метеорологічних елементів на врожайність різних сільськогосподарських культур.
В 1899 році пан Ритаровський висвітлив на сторінках вищезгаданого періодичного видання «Справочный листок Подольского общества сельского хозяйства и сельскохозяйственной промышленности» спостереження Деребчинської дослідної станції над впливом метеорологічних елементів на врожайність цукрових буряків за 8 років.
Зрозуміло, що за таких умов було досягнуто високих врожаїв вирощуваних культур на деребчинських полях.
В 1903 році газета «Одеса» надрукувала некролог з приводу смерті Аріста Маса. В цьому некролозі було написано, що «Маєток Маса є одним із найкращих в Російській Імперії». Деребчинський ячмінь був відомий на всіх європейських ринках і найкращі пивовари мали необхідність в його придбанні.
Чудових результатів було досягнуто і в плодівництві. Поряд із баронським палацом був закладений великий сад з різноманітними сортовими фруктово-ягідними деревами та кущами. Вирощені плоди неодноразово презентувалися на сільськогосподарських виставках і щоразу отримували заслужені винагороди.
Все господарство в маєтку велося продумано, планово, з використанням найновіших технологій того часу.
Високих результатів було досягнуто і в тваринництві.
На Володимирці — економії, названій в честь молодшого сина Володимира, була побудована велика молочна ферма. В 1883 році ферма нараховувала 253 корови чистокровної породи Вільстермаш. Молоко перероблялося на новозбудованій молочарні у високоякісне пастеризоване масло і сири.
В ці ж роки був побудований завод по вирощуванню великої рогатої худоби та кінний завод. Зразки найкращих порід корів та коней щороку виборювали високі нагороди у виставках ПТСГ.
В 1895 році Аріст Мас побудував в Деребчині гуральню, яка випускала спиртові напої.
На Ариставці — економії, названій в честь старшого сина, Аріст побудував цегельний завод.
Всі центральні сільські дороги та дороги до трьох економій: Ариставки, Володимирки та Стрільник Аріст Мас виложив бруківкою.
Від Деребчинського цукрового заводу до ст. Ярошенка було прокладено 18-ти кілометрову залізничну колію.
Для роботи на всіх промислових та сільськогосподарських об'єктах були запрошені висококваліфіковані спеціалісти з-за кордону. Всім привезеним працівникам надавалося новозбудоване житло, створювалися належні умови побуту.
В 1886 році при Соборо-Михайлівській церкві барон збудував дерев'яний причтовий будинок, де в 1889 році була відкрита перша церковно-приходська школа грамоти для хлопчиків, а в 1897 р. — школа грамоти для дівчаток.
Такий же причтовий будинок був побудований і при Чудо-Михайлівській церкві в 1885 році. В 1903 році тут вже працювало 2-класне міністерське народне училище (до цього часу, починаючи з 60-х років, при Ч.- М. церкві існувало однокласне міністерське народне училище). Завідувачем училища в 1903 році був Лисковий Павло Лаврентійович.
В 1890-х роках Аріст Мас побудував при цукровому заводі лікарню. В 1903 році завідувачем лікарні був науковий співробітник Іван Антонович Сікоро-Сікорський. В 4 пункті договору між власником заводу Арістом Масом і працівниками заводу було записано наступне: «На случай болезни кого-нибудь из нас Правление завода объязано за свой счет лечить нас в своей больнице, но за пробытые в ней дни Правление не плотит. Если же болезнь произойдет от ожегов, полученных при машинах или от других увечий, то пробытые в больнице дни защитываются в число рабочих дней».
Господарство процвітало. Роботи вистачало всім.
За роки правління барона Аріста Маса відбувся великий приріст населення.
Якщо в 1871 році (рік придбання Ернстом Масом Деребчина) в селі проживало 733 особи, то в 1893 році їх уже нараховувалося 1817, а в 1903 році — 2360.
Аріст Мас дуже любив деребчинський маєток, який вражав своїми краєвидами. Чудовий парк з рідкісними породами дерев, миловидний ставок, сортовий сад, родючі поля, молоді оточуючі ліси стали його рідною домівкою, стали його другою батьківщиною. Останні 6 років перед смертю він з дружиною Єлизаветою Оттовною безвиїзно проживав в деребчинському палаці разом з старшим сином Арістом та його молодою сім'єю.
Помер Аріст Арістовіч в 1903 році в віці 67-ми років. Все своє майно заповів дружині Єлизаветі Оттовні та синам Арісту і Володимиру.

#### Громадська діяльність
Ернст Мас довгі роки служив депутатом Одеської міської думи, був відомий як великий благодійник; співзасновник і жертводавець Одеської Євангелічної лікарні (1880-х рр.), був тісно пов'язаний з реформаторською громадою Одеси.

#### Сім'я
В 1865 році Аріст одружився з Єлизаветою Джозефіною Трітен (1847–1915), донькою відомого купця та швейцарського консула в Одесі Карла Отто Трітен. В шлюбі з Єлизаветою Трітен народилося четверо дітей:
- Марія Мас (1866–1902),
- Аріст Ернст Арнольд (1866–1919),
- Єлизавета Фанні (1871–1919),
- Володимир (1873–1936).